# Michael Dawson (piragüista)
Michael Dawson (conocido como Mike Dawson; Tauranga, 15 de octubre de 1986) es un deportista neozelandés que compitió en piragüismo en la modalidad de eslalon. Está casado con la piragüista neerlandesa Martina Wegman.
Ganó una medalla de bronce en el Campeonato Mundial de Piragüismo en Eslalon de 2017, en la prueba de K1 extremo.

## Palmarés internacional
| Campeonato Mundial | Campeonato Mundial | Campeonato Mundial | Campeonato Mundial |
| Año                | Lugar              | Medalla            | Competición        |
| ------------------ | ------------------ | ------------------ | ------------------ |
| 2017               | Pau (Francia)      | Medalla de bronce  | K1 extremo         |